# 184e régiment d'artillerie
Pour les articles homonymes, voir 184e régiment.
Le 184e régiment d'artillerie est un régiment de l'armée de terre française créé en 1924 comme 184e régiment d'artillerie lourde à tracteurs (184e RALT). Mobilisé au début de la Seconde Guerre mondiale sous le nom de 184e régiment d'artillerie lourde puissante automotrice (184e RALPA), il est dissous à l'issue de la bataille de France.

## Création et différentes dénominations
- 1924 : création
- 1940 : dissous

## Historique des opérations et garnisons du régiment

### Entre-deux-guerres
Le 184e régiment d'artillerie lourde à tracteurs est créé le 1er janvier 1924 à partir du 84e régiment d'artillerie lourde à tracteurs à Valence. Il met notamment en œuvre les canons de 194 mm GPF sur affût chenilles (en). Le 1er octobre 1926, le 192e RALT, également caserné à Valence, est dissous et verse au 184e RALT ses mortiers de 280 mm sur affût chenillé Saint-Chamond (en).
Le 184e RALT prend alors l'organisation suivante :
- Ier et IIe groupes équipés de mortiers de 220 C modèle 1916 (en),
- IIIe groupe équipé de canons de 194 GPF sur chenilles,
- IVe groupe équipé de mortiers de 280 sur chenilles.

### Seconde Guerre mondiale

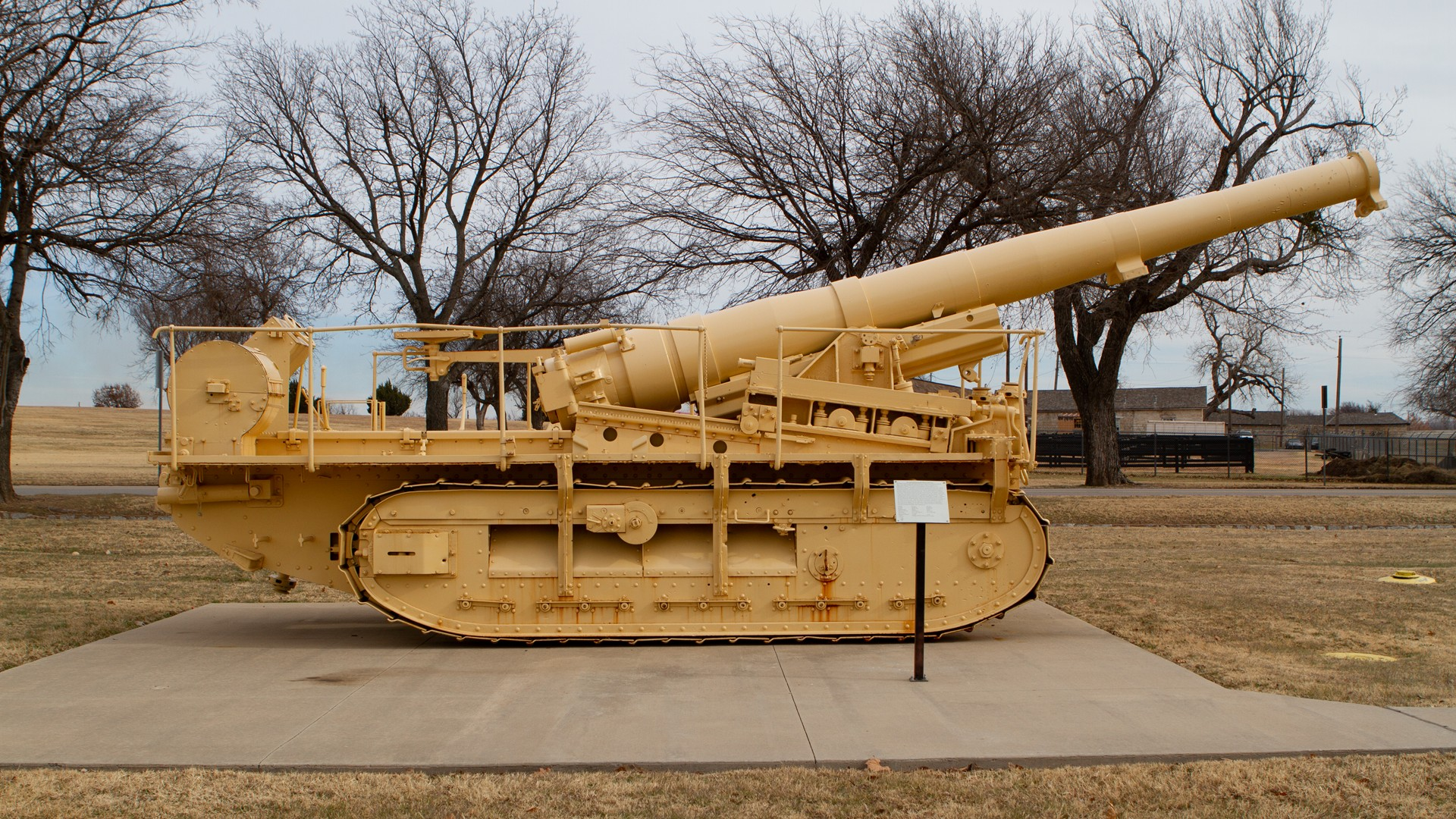
Un canon de 194 GPF sur chenilles, dans un musée militaire aux États-Unis.

En septembre 1939, à la mobilisation, le 184e RALT est divisé en trois régiments, mis sur pied par le centre mobilisateur d'artillerie no 314 : le 184e régiment d'artillerie lourde puissante automotrice (ou 184e régiment d'artillerie lourde à chenilles), le 192e régiment d'artillerie lourde à tracteurs et le 193e régiment d'artillerie lourde puissante automotrice. Le nouveau 184e RALPA regroupe les canons de 194,. Il est constitué de trois groupes à deux batteries de 194, plus une 111e batterie d'instruction.
Il est dissous le 5 août 1940.

## Étendard

Dessin du revers de l'étendard du régiment.

Il porte, cousues en lettres d'or dans ses plis, les inscriptions suivantes :
- Verdun 1916
- L'Aisne 1917
- Montdidier 1918

## Insigne
Le 184e régiment d'artillerie, qui reprend les traditions du 84e RALT, conserve l'insigne au discobole (symbole du lancer de projectiles) de son prédécesseur.